# Tartas
Tartas ist eine französische Gemeinde mit 3174 Einwohnern (Stand 1. Januar 2022) im Département Landes der Region Aquitanien. Sie gehört zum Arrondissement Dax und zum Kanton Pays Morcenais Tarusate. Der antike Name Taro leitet sich vom aquitanischen Volk der Tarusaten ab.

## Geografie
Tartas liegt an der Grenze zwischen den Grandes Landes und der Chalosse, zwei völlig gegensätzlichen Landschaften. Die Midouze, ein Zufluss zum Adour, stellte hierzu eine natürliche Barriere dar, den Pinienwäldern auf der einen, dem Hügelland auf der anderen Seite. Auch Tartas wird durch die Midouze in zwei Kantone geteilt.

## Bevölkerungsentwicklung
- 1962: 2950
- 1968: 2952
- 1975: 3078
- 1982: 2958
- 1990: 2769
- 1999: 2844
- 2010: 3088
- 2017: 3260

## Persönlichkeiten
- Augustin Darricau (1773–1819), General der Infanterie
- François Dupeyron (1950–2016), Regisseur und Drehbuchautor